# あなたの世界 (ザ・ロック・キャンディーズの曲)
『あなたの世界』（あなたのせかい）は、1960年代後半に関西地方を中心に活動していたフォークソンググループのザ・ロック・キャンディーズが1969年に発売したシングル盤レコードである。

## 解説
大阪府立大和川高等学校に在学し、その後桃山学院大学に進学した、当時アマチュアであった谷村新司が日本版ピーター・ポール&マリーという形で結成したグループ（ユニット）「ザ・ロック・キャンディーズ」により発表された。
曲調は1960年代のアメリカ合衆国にて主流であったフォークソンググループ・ママス&パパスやソロシンガー・バリー・マクガイアを意識したものとなっている。
『歌え! MBSヤングタウン』（毎日放送）の「今月の歌」にて、1969年7月の1ヶ月間ラジオでオンエアされた。

## 収録曲
1. あなたの世界（EP-1179）
2. 倖せの日々

作詩／作曲：谷村新司 編曲：青木望